# Echyra marmorea
Echyra marmorea är en skalbaggsart som beskrevs av Blanchard 1850. Echyra marmorea ingår i släktet Echyra och familjen Melolonthidae. Inga underarter finns listade i Catalogue of Life.